# Al Asfour
Al Asfour es una película de 1972 del cineasta egipcio Youssef Chahine.

## Sinopsis
Junio de 1967, Egipto en vísperas de la Guerra de los Seis Días. La película sigue los pasos de un joven agente de policía destinado a un pueblecito del Alto Egipto, cuyos habitantes padecen las persecuciones de un hombre de negocios corrupto. El agente se encuentra con un periodista que investiga lo que parece ser un escándalo de robo de armas y maquinaria de guerra por parte de unos oficiales. Youssef Chahine nos ofrece el retrato de los “gorriones”, la gente sencilla de su país a quien unos cuantos usan para enriquecerse.

## Descripción
Se la considera una película crítica con el nasserismo. A la película, que contó con colaboración argelina y que estuvo censurada en Egipto entre 1972 y 1975, en castellano se la ha conocido como El gorrión.